# Robbie McEwen
Robert McEwen, detto Robbie (Brisbane, 24 giugno 1972), è un ex ciclista su strada australiano, professionista dal 1996 al 2012.
Velocista puro, uno dei migliori negli anni 2000, in carriera ha vinto, criterium inclusi, quasi 230 corse, e tra esse 12 tappe al Tour de France e altrettante al Giro d'Italia; ha partecipato a nove Giri d'Italia, dodici Tour de France e a quattro Vuelta a España, facendo sua per tre volte (2002, 2004 e 2006) la classifica a punti nella corsa francese. È infine stato tre volte campione australiano su strada, ha trionfato per cinque volte, di cui quattro consecutive, alla Parigi-Bruxelles (record) e ha vinto una volta la Vattenfall Cyclassics e la Dwars door Vlaanderen.

## Carriera

### I primi anni
Già campione nazionale nella BMX, Robbie McEwen passò al ciclismo su strada nel 1990, all'età di 18 anni, e nel 1992 fu integrato nell'Australian Institute of Sport (AIS) di Canberra dove migliorò sotto la guida dell'allenatore Heiko Salzwedel. Nel 1994 iniziò a partecipare con successo alle corse europee: vinse tre tappe della Corsa della Pace, una tappa al Tour de l'Avenir e terminò il Rheinland-Pfalz Rundfahrt aggiudicandosi la classifica degli sprint. Nel 1995 vinse tre tappe al Rapport Toer in Sudafrica, una al Regio-Tour e una al Tour de l'Avenir, diventando anche campione australiano su strada.
Nel 1996 firmò il primo contratto da professionista con la Rabobank, formazione olandese. Nello stesso anno partecipò alla prova in linea dei Giochi olimpici di Atlanta, classificandosi ventitreesimo. Durante i primi anni da pro vinse regolarmente diverse frazioni in brevi corse a tappe. Il suo primo successo importante arrivò nel 1999, quando vinse la volata dell'ultima tappa del Tour de France sugli Champs-Élysées.
Dopo due stagioni meno ricche di successi, una alla Farm Frites – nel 2000 fu diciannovesimo nella prova in linea dei Giochi olimpici di Sydney, nonché espulso dal Giro d'Italia per traino dall'ammiraglia – e una alla Domo-Farm Frites, passò alla formazione belga Lotto nel 2002.

### 2002-2008: le stagioni alla Lotto
Con la Lotto, diretta da Joseph Braeckevelt, debuttò già nel gennaio 2002 aggiudicandosi due frazioni al Giro d'Italia e il secondo titolo nazionale in linea. Fu tuttavia in luglio che conquistò i suoi principali successi, sulle strade del Tour de France: forte di due vittorie di tappa, tra cui ancora la volata finale sugli Champs-Élysées, si aggiudicò la maglia verde della classifica a punti, mettendo fine al dominio del velocista tedesco Erik Zabel. Nella stessa stagione vinse anche due semi-classiche belghe, la Parigi-Bruxelles e il Grote Scheldeprijs, oltre alla classifica finale dell'Étoile de Bessèges e del Circuit Franco-Belge. Concluse la stagione con la medaglia d'argento ai Campionati del mondo di Zolder, battuto da Mario Cipollini, e con il quarto posto nel ranking mondiale della UCI.
Iniziò il 2003 aggiungendo la Dwars door Vlaanderen, una corsa nelle Fiandre, al suo palmarès. Come nella stagione precedente, vinse due tappe al Giro d'Italia, precedendo in entrambe l'italiano Alessandro Petacchi, vincitore di sei frazioni in quella edizione. Al Tour de France battagliò a lungo per la maglia verde con il connazionale Baden Cooke, riuscendo a sfilargli il simbolo al termine della diciottesima tappa salvo poi perderlo sul traguardo degli Champs-Élysées, superato dallo stesso Cooke per due soli punti.
Nel 2004 ottenne ventisei vittorie, tra cui altre due tappe al Tour de France, in cui si aggiudicò anche, per la seconda volta, la maglia verde. Alla fine della corsa confessò di essersi fratturato due vertebre nelle prime tappe, ma che aveva continuato a correre nonostante i forti dolori alla schiena per arrivare a Parigi. Nel mese seguente prese il via alla prova su strada dei Giochi olimpici di Atene, chiudendo undicesimo. Arrivò ancora primo nella classifica a punti della Grande Boucle nel 2006, quando si aggiudicò tre tappe e concluse la stagione con tredici vittorie. In mezzo, ottenne altri sei successi di tappa al Giro d'Italia (tre nel 2005 e altrettanti nel 2006) e tre al Tour de France 2005.

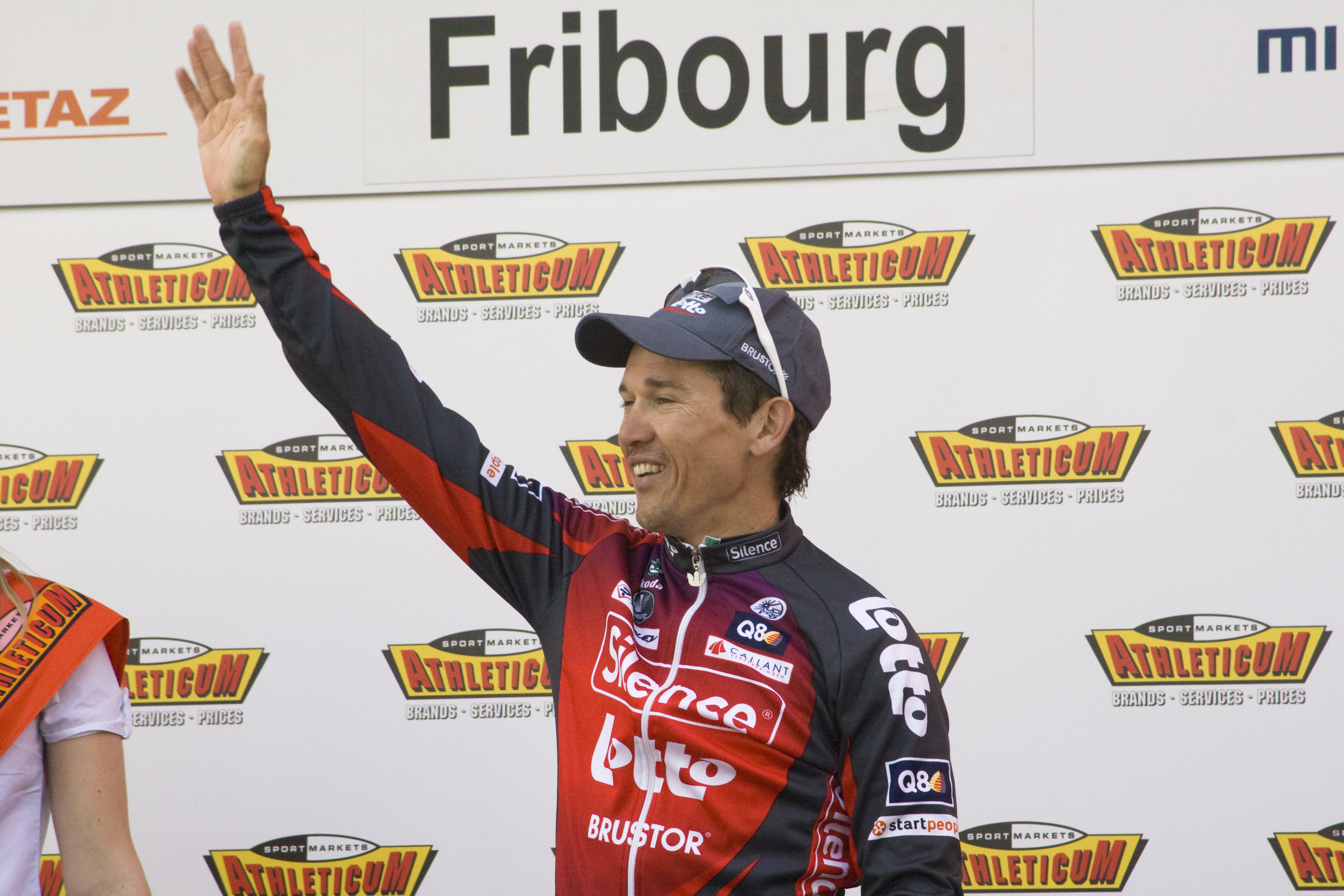
Robbie McEwen nel 2008 al Tour de Romandie

Iniziò il 2007 con la dodicesima vittoria personale al Tour Down Under (nessuno ha mai vinto tanto nella corsa a tappe australiana). In primavera seguirono una vittoria di tappa alla Tirreno-Adriatico, il quarto posto alla Milano-Sanremo (miglior risultato personale) e i piazzamenti all'Omloop Het Volk, alla Gand-Wevelgem ed allo Scheldeprijs Vlaanderen. A maggio conseguì invece una vittoria di tappa al Tour de Romandie e al Giro d'Italia, oltre ad altri quattro piazzamenti nei primi dieci. Dopo un successo al Tour de Suisse, partì per il Tour de France; qui cadde nella prima tappa, in Inghilterra, riuscì comunque a vincere quella frazione con arrivo a Canterbury, ma dovette infine ritirarsi, dopo una settimana di corsa, a causa delle contusioni riportate (giunse fuori tempo nella tappa di Tignes). Nel prosieguo di stagione si aggiudicò una tappa all'Eneco Tour ed il quarto successo alla Parigi-Bruxelles; chiuse con otto successi stagionali all'attivo.
Nel 2008, a digiuno di vittorie fino al Tour de Romandie di inizio maggio, per la prima volta dopo sei anni non riuscì ad ottenere nessun successo di tappa al Giro d'Italia. Si riscattò al Tour de Suisse con una doppia vittoria che lo proiettò al Tour de France. Qui, però, non riuscì a centrare alcun successo; si riscattò a settembre, vincendo nel giro di pochi giorni la Vattenfall Cyclassics e la quinta Parigi-Bruxelles. Alla fine della stagione lasciò la Lotto per accasarsi alla Katusha, nuova squadra del circuito UCI ProTour.

### 2009-2012: Katusha, RadioShack e GreenEDGE
Il 2009 iniziò nel migliore dei modi, con la vittoria della Cancer Council Classic in Australia. Al Challenge de Mallorca di febbraio terminò secondo la prima prova, riportando il giorno successivo il secondo successo stagionale. In maggio una caduta allo Scheldeprijs Vlaanderen gli impedì di partecipare al Giro d'Italia. Tornò a vincere al Tour de Picardie, conquistando una tappa. Il 28 maggio cadde nuovamente al Giro del Belgio, rompendosi la tibia. Tornò alle corse a fine luglio, al criterium di Aalst, ottenendo il secondo posto alle spalle del britannico Mark Cavendish. Interruppe anticipatamente la stagione 2009, per prepararsi per la successiva.
Nel 2010 debuttò al Tour Down Under, concludendo quarto nella classifica generale e tra i primi dieci in quasi tutte le tappe; vinse poi una delle gare del Challenge de Mallorca e una frazione dell'Eneco Tour. Al termine della stagione annunciò la sua volontà di unirsi ad un'ambiziosa squadra australiana, la Pegasus Sports, che puntava ad una licenza ProTour. La squadra si vede però negata sia la licenza ProTour sia quella Professional Continental, e McEwen preferì di conseguenza trasferirsi alla RadioShack di Lance Armstrong assieme al compagno Robert Hunter. In quella stagione ottenne quattro successi, una tappa al Tour de Wallonie e due frazioni e la classifica finale del Circuit Franco-Belge.
Smentendo le dichiarazioni su un probabile ritiro al termine del 2011, per il 2012 McEwen firmò un nuovo contratto, questa volta per la neonata formazione ProTour australiana Orica-GreenEDGE. La sua stagione durò però solo cinque mesi: in maggio, dopo la conclusione del Tour of California, annunciò infatti l'addio al ciclismo professionistico all'età di trentanove anni.

## Palmarès
- 1994

4ª tappa Corsa della Pace
8ª tappa Corsa della Pace
11ª tappa Corsa della Pace
1ª tappa Tour de l'Avenir
- 1995

Campionati australiani, Prova in linea
Melbourne Cycling Classic
3ª tappa Tasmania Summer Tour
Classifica generale Tour of Wellington
1ª tappa Rapport Toer
7ª tappa Rapport Toer
10ª tappa Rapport Toer
4ª tappa Regio-Tour
6ª tappa Tour de l'Avenir
- 1996 (Rabobank, nove vittorie)

4ª tappa Vuelta a Murcia
1ª tappa Wien-Rabenstein-Gresten-Wien
2ª tappa Rheinland-Pfalz-Rundfahrt
Luk-Cup Bühl
3ª tappa, 2ª semitappa Regio-Tour
4ª tappa Tour de l'Avenir
2ª tappa Herald Sun Tour
11ª tappa Herald Sun Tour
13ª tappa Herald Sun Tour
- 1997 (Rabobank, quattro vittorie)

2ª tappa Quattro Giorni di Dunkerque
3ª tappa Giro del Lussemburgo
2ª tappa Giro dei Paesi Bassi
3ª tappa, 1ª semitappa Giro dei Paesi Bassi
- 1998 (Rabobank, tre vittorie)

1ª tappa Vuelta a Andalucía
3ª tappa, 1ª semitappa Giro dei Paesi Bassi
5ª tappa Giro dei Paesi Bassi
- 1999 (Rabobank, sei vittorie)

2ª tappa Giro del Lussemburgo
1ª tappa, 1ª semitappa Route du Sud
20ª tappa Tour de France
2ª tappa Giro dei Paesi Bassi
3ª tappa Herald Sun Tour
6ª tappa Herald Sun Tour
- 2000 (Farm Frites, due vittorie)

6ª tappa Tour Down Under
Trofeo Cala Millor
- 2001 (Domo-Farm Frites, nove vittorie)

Trofeo Deià
2ª tappa Tour Méditerranéen
Circuit du Brabant Wallon
2ª tappa Uniqa Classic
3ª tappa Uniqa Classic
4ª tappa Tour de la Région Wallonne
2ª tappa Giro dei Paesi Bassi
3ª tappa Herald Sun Tour
4ª tappa Herald Sun Tour
- 2002 (Lotto-Adecco, diciannove vittorie)

Campionati australiani, Prova in linea
1ª tappa Tour Down Under
3ª tappa Tour Down Under
4ª tappa Tour Down Under
6ª tappa Tour Down Under
1ª tappa Étoile de Bessèges
Classifica generale Étoile de Bessèges
2ª tappa Parigi-Nizza
7ª tappa Parigi-Nizza
Grote Scheldeprijs
4ª tappa Giro d'Italia
10ª tappa Giro d'Italia
3ª tappa Tour de France
20ª tappa Tour de France
Delta Profronde
Parigi-Bruxelles
2ª tappa Circuito Franco-Belga
3ª tappa Circuito Franco-Belga
Classifica finale Circuito Franco-Belga
- 2003 (Lotto-Domo, sette vittorie)

3ª tappa Tour Down Under
4ª tappa Étoile de Bessèges
Dwars door Vlaanderen
4ª tappa Giro d'Italia
11ª tappa Giro d'Italia
2ª tappa Tour de Suisse
3ª tappa Circuito Franco-Belga
- 2004 (Lotto-Domo, otto vittorie)

1ª tappa Tour Down Under
4ª tappa Tour Down Under
Le Samyn
5ª tappa Giro d'Italia
2ª tappa Tour de Suisse
4ª tappa Tour de Suisse
2ª tappa Tour de France
9ª tappa Tour de France
- 2005 (Davitamon-Lotto, sedici vittorie)

Campionati australiani, Prova in linea
1ª tappa Tour Down Under
2ª tappa Tour Down Under
6ª tappa Tour Down Under
5ª tappa Tour of Qatar
2ª tappa Niedersachsen-Rundfahrt
2ª tappa Giro d'Italia
6ª tappa Giro d'Italia
10ª tappa Giro d'Italia
4ª tappa Tour de Suisse
5ª tappa Tour de France
7ª tappa Tour de France
13ª tappa Tour de France
Stadsprijs Geraardsbergen
Parigi-Bruxelles
Grand Prix de Fourmies
- 2006 (Davitamon-Lotto, dodici vittorie)

1ª tappa Grand Prix Internacional Costa Azul (Setúbal > Palmela)
Classifica generale Grand Prix Internacional Costa Azul
2ª tappa Tre Giorni delle Fiandre Occidentali (Torhout > Handzame)
1ª tappa Tour de Romandie
2ª tappa Giro d'Italia
4ª tappa Giro d'Italia
6ª tappa Giro d'Italia
2ª tappa Tour de France
4ª tappa Tour de France
6ª tappa Tour de France
Parigi-Bruxelles
7ª tappa Herald Sun Tour
- 2007 (Predictor-Lotto, otto vittorie)

5ª tappa Tour Down Under
1ª tappa Tirreno-Adriatico
2ª tappa Tour de Romandie
2ª tappa Giro d'Italia
4ª tappa Tour de Suisse
1ª tappa Tour de France
3ª tappa Eneco Tour
Parigi-Bruxelles
- 2008 (Silence-Lotto, cinque vittorie)

2ª tappa Tour de Romandie
3ª tappa Tour de Suisse
4ª tappa Tour de Suisse
Classica di Amburgo
Parigi-Bruxelles
- 2009 (Katusha, due vittorie)

Trofeo Cala Millor
3ª tappa Tour de Picardie
- 2010 (Katusha, due vittorie)

Trofeo Mallorca
1ª tappa Eneco Tour (Steenwijk > Rhenen)
- 2011 (Radio Shack, quattro vittorie)

4ª tappa Tour de Wallonie
1ª tappa Tour de Wallonie Picarde
4ª tappa Tour de Wallonie Picarde
Classifica generale Tour de Wallonie Picarde

### Altri successi
- 1995

7ª tappa Geelong Bay Classic Series
- 1996

Criterium di Fremantle
- 1997

Criterium di Barwon Heads
Criterium di Brisbane
Perth Cycle
Criterium di Rottnest
1ª tappa Geelong Bay Classic Series
2ª tappa Geelong Bay Classic Series
4ª tappa Geelong Bay Classic Series
Classifica generale Geelong Bay Classic Series
Noosa International Criterium
- 1998

Criterium di Gold Coast
5ª tappa Geelong Bay Classic Series
Profronde van Almelo
- 1999

Criterium di Robena
1ª tappa Geelong Bay Classic Series
4ª tappa Geelong Bay Classic Series
5ª tappa Geelong Bay Classic Series
Classifica finale Geelong Bay Classic Series
Mijl van Mares
- 2000

Criterium di Burleigh
- 2001

Criterium di Brisbane
Criterium di Burleigh
Criterium di Gold Coast
Criterium di Nerang
1ª tappa Geelong Bay Classic Series
2ª tappa Geelong Bay Classic Series
3ª tappa Geelong Bay Classic Series
Classifica finale Geelong Bay Classic Series
Classifica a punti Uniqa Classic
Noosa International Criterium
- 2002

3ª tappa Geelong Bay Classic Series
Classifica finale Geelong Bay Classic Series
Campionati australiani, Criterium
Hürth-Kendenich
Nacht van Hengelo
Sparkassen Cup-Schwenningen
Classifica a punti Tour de France
Criterium di Aalst
Profronde van Heerlen
Mijl van Mares
Krefeld-Rund um die Sparkasse
Criterium di Marquette-lez-Lille
Criterium di Surfers Paradise
- 2003

Criterium di Robina
1ª tappa Geelong Bay Classic Series
Classifica finale Geelong Bay Classic Series
Nacht van Hengelo
Profronde van Surhuisterveen
Criterium di Surfers Paradise
Launceston International Classic
- 2004

Classifica a punti Tour de France
Criterium di Aalst
Spektakel van Steenwijk
Profronde van Oostvoorne
Sparkassen Giro Bochum Wochenende Tag 1 Derny
Gouden Pijl Emmen
Noosa International Criterium
- 2005

Criterium di Nerang
1ª tappa Geelong Bay Classic Series
4ª tappa Geelong Bay Classic Series
Classifica finale Geelong Bay Classic Series
Grand Prix Aalborg
Nacht van Peer
Dernycriterium Opstal-Buggenhout
Betzdorf City Night
Criterium di Surfers Paradise
- 2006

4ª tappa Jayco Bay Cycling Classic
Down Under Classic
Classifica a punti Grand Prix Internacional Costa Azul
Gran Premio Formaggi Guffanti
Criterium di Calais
Classifica a punti Tour de France
Criterium di Aalst
Criterium di Herentals
Slozen-Wolvertem Dernycriterium
Profronde van Surhuisterveen
Antwerpen Dernycriterium
Sparkassen Giro Bochum Wochenende Tag 1 Derny
Leiedal Koerse
Boekel Derny
Internationale Radkriterium in Wangen
South Bank Grand Prix
- 2007

3ª tappa Jayco Bay Cycling Classic
Campionati australiani, Criterium
Criterium di Burleigh
Nacht van Hengelo
Profronde van Wierden
Grazer Altstadt-Kriterium
Criterium di Aarhus
Darren Smith Cycle Classic
- 2008

Criterium di Lacq-Audéjos
Criterium di Monein
Noosa International Criterium
- 2009

Down Under Classic
- 2010

Antwerpen Dernycriterium
Grote Prijs Stad Kortrijk
Critérium du Guidon d'Or d'Hellemmes
Hoogstraten Derny
- 2011

Ninove Dernycriterium
Darren Smith Cycle Classic
- 2012

OCBC Singapore Criterium
Noosa International Criterium
- 2013

Noosa International Criterium

## Piazzamenti

### Grandi Giri
- Giro d'Italia

2000: squalificato (14ª tappa)
2002: ritirato (11ª tappa)
2003: ritirato (14ª tappa)
2004: ritirato (16ª tappa)
2005: ritirato (13ª tappa)
2006: ritirato (13ª tappa)
2007: ritirato (12ª tappa)
2008: ritirato (14ª tappa)
2010: ritirato (15ª tappa)
2011: fuori tempo massimo (9ª tappa)
- Tour de France

1997: 117º
1998: 89º
1999: 122º
2000: 113º
2002: 130º
2003: 143º
2004: 122º
2005: 134º
2006: 115º
2007: fuori tempo massimo (8ª tappa)
2008: 122º
2010: 165º
- Vuelta a España

1998: ritirato (4ª tappa)
1999: ritirato (10ª tappa)
2001: 139º
2006: fuori tempo massimo (5ª tappa)

### Classiche monumento
- Milano-Sanremo

1993: 94º
1994: 16º
1995: 69º
1996: 39º
1997: 51º
2002: 107º
2003: 30º
2004: 106º
2005: non partito
2006: ritirato
2007: 4º
2008: 80º
2009: 67º
2011: 36º
- Giro delle Fiandre

1997: 56º
1998: ritirato
2010: ritirato
2011: 63º
- Parigi-Roubaix

1997: fuori tempo
1998: ritirato
2010: 73º

### Competizioni mondiali
- Campionati del mondo

Zolder 2002 - In linea: 2º
Madrid 2005 - In linea: 30º
Salisburgo 2006 - In linea: 5º
Varese 2008 - In linea: ritirato
- Giochi olimpici

Atlanta 1996 - In linea: 23º
Sydney 2000 - In linea: 19º
Atene 2004 - In linea: 11º

## Riconoscimenti
- Inserito nella Top ten sprinters of all time della rivista Cyclingnews nel 2011[7]